# Henri Alfred Jacquemart

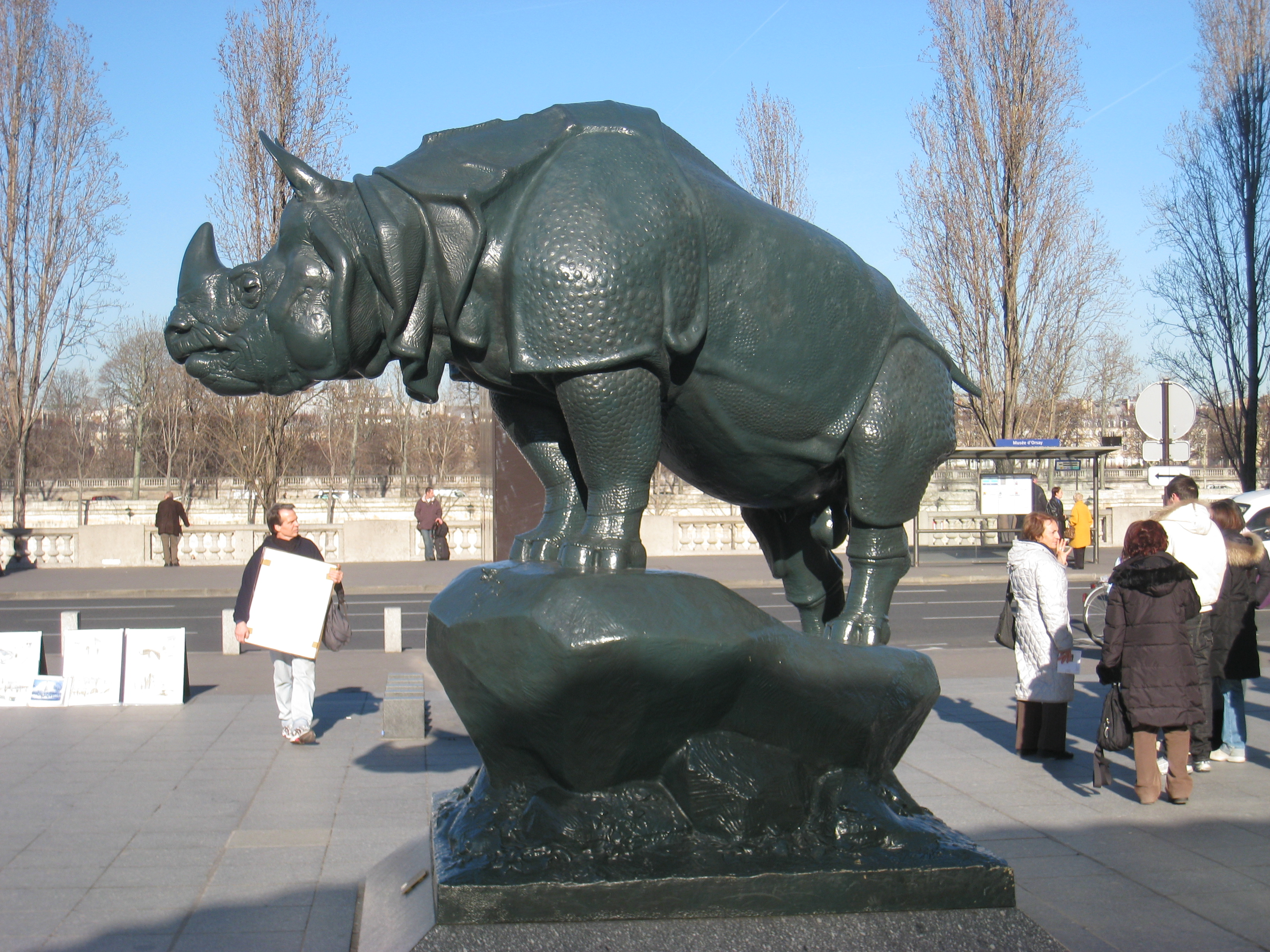
Rinoceronte
Musee d'Orsay, Paris.

Henri Alfred Jacquemart (1824 - 1896) foi um dos mais importantes artistas franceses do século XIX.
Nasceu em Paris e estudou pintura e escultura na escola de Belas Artes, participando do Salão de Paris de 1847 até 1879, recebendo inúmeros prêmios e sendo considerado um dos expoentes da Belle Époque francesa.
Jacquemart viajou pelo Egito e Turquia, sendo influenciado pela cultura e estilo desses dois países muçulmanos.
Ele foi encarregado de fazer a colossal estátua de Mehemet Ali na cidade de Alexandria, no Egito, mas ganhou reputação como escultor por seus monumentos na França, como o de Isidore Bonheur.